# 水口岡山城
水口岡山城（みなくちおかやまじょう）は、滋賀県甲賀市水口町水口にあった日本の城。国の史跡に指定されている。

## 概要
現在の水口城の東、古城山にある。かつては「水口城」と呼ばれたが、水口城築城後は区別するため古城、岡山城と呼ばれている。この山は古くは「大岡山」あるいは「岡山」といい、山上には「岡観音」と呼ばれた大岡寺（現在は麓に移転）があったと伝えられている。
羽柴秀吉の命により中村一氏が天正13年（1585年）、甲賀郡の支配の拠点として築き、入城した。その時、平安時代の昔から、都から伊勢国へと通じる街道の要所として栄えていた宿場町水口の原型をつくった。その後、天正18年（1590年）に増田長盛が、文禄4年（1595年）には長束正家と五奉行を務めた2人が相次いで入城している。
慶長5年（1600年）の関ヶ原の戦いでは長束正家は西軍に属し、南宮山麓に布陣していたが戦闘には参加できず敗走。水口岡山城に籠城したが追ってきた池田長吉、亀井茲矩らに攻められて降伏、開城し、長束正家、直吉兄弟は切腹させられた。城はその後池田長吉の預かりとなったが、廃城となった。城の石垣は後に水口城の築城にあたり、部材として転用された。城そのものは廃城時もしくは水口城築城時に破却されたが、城跡は御用林とされ、結果的に保全された。
平成25年（2013年）より甲賀市教育委員会によって発掘調査が行われ、石垣跡や枡形跡が発見され、破城の跡が確認された。
平成になってから段ボールやバルーンなどで天守を再現する「よみがえれ水口岡山城」が開催されている。平成27年（2015年）4月、三の丸推定地から石垣や礎石の跡が見つかった。
平成29年（2017年）2月9日に、城跡は「水口岡山城跡」として国の史跡に指定された。

## 構造
独立峰である大岡山（現・古城山）の尾根を利用した連郭式山城で、三の丸推定地に居住施設があったが、後に山麓に居住施設が移動した。普段はそこを政庁として利用し、山上の主郭部は緊急用であったと推定される。山頂部にある本丸主郭には東西両端に礎石が残り、両側に天守クラスの大型の高層建築物建ち、総石垣であったとされる。

## 参考資料
- 甲賀市史編さん委員会編『甲賀市史』第７巻「甲賀の城」（2011年）
- 滋賀県教育委員会発行埋蔵文化財活用ブックレット10 （近江の城郭5）『水口岡山城跡』